# Chanossa
Chanossa (en francès Chanousse) és un municipi francès situat al departament dels Alts Alps i a la regió de Provença – Alps – Costa Blava.

## Demografia
| 1831                                       | 1962 | 1968 | 1975 | 1982 | 1990 | 1999 | 2006 | 2015 |
| ------------------------------------------ | ---- | ---- | ---- | ---- | ---- | ---- | ---- | ---- |
| 293                                        | 44   | 30   | 22   | 29   | 30   | 34   | 44   | 41   |
| Des de 1962: població sense dobles comptes |      |      |      |      |      |      |      |      |

## Administració
| Període     | Identitat     | Partit |
| ----------- | ------------- | ------ |
| 2020-       | Alain Mathieu |        |
| 2008-2020   | Luc Blanchard |        |
| 1989 ?-2008 | Albert Couton |        |